# Jarmila Blažková
Jarmila Blažková, rozená Malá (15. srpna 1911 Příbor – 13. května 1982 Praha) byla česká historička umění a překladatelka, dlouholetá kurátorka a vědecká pracovnice Uměleckoprůmyslového musea v Praze.

## Profesní životopis
Narodila se v rodině profesora zemské vyšší reálky v Příboru Bohuslava Malého (* 1882) a jeho manželky Marie, rozené Kučerové (* 1885).
V roce 1930 maturovala na dívčím reformním gymnáziu v Praze. V letech 1930–1936 vystudovala na Filozofické fakultě Univerzity Karlovy dějiny umění (prof. Vojtěch Birnbaum, Antonín Matějček) a klasickou archeologii (Jindřich Čadík), roku 1936 získala doktorát filosofie. Roku 1965 obhájila kandidátskou disertační práci.
Do roku 1945 pracovala jako redaktorka v nakladatelství Melantrich, v té době publikovala první monografické stati o pražských památkách architektury a sochařství v sešitové edici Poklady národního umění. V letech 1945–1950 pracovala ve Vojenském historickém muzeu v Praze a do roku 1957 ve Státní památkové správě, kde se podílela na evidenci a vyhodnocení mobiliáře, na restaurování a instalaci sbírek uměleckého řemesla na státních zámcích i na kulturně historických publikacích.
V letech 1958–1982 byla vědeckou pracovnicí Uměleckoprůmyslového musea v Praze a kurátorkou jeho sbírky textilu. Specializovala se na dějiny tapiserií, na grafiku jejich předloh a na liturgický textil včetně metodiky restaurování. Připravila stálé expozice nástěnných tapisérií v Uměleckoprůmyslovém muzeu v Praze, na státních hradech a zámcích v Jindřichově Hradci, Švihově, Hluboké nad Vltavou, v Českém Krumlově, v Benešově nad Ploučnicí, Kynžvartu, Libochovicích, Náchodě, Náměšti nad Oslavou a Náchodě. Účastnila se mezinárodních konferencí ICOMu o tapisériích a byla světově uznávanou expertkou v oboru renesančních a barokních tapisérií vlámského i francouzského původu.
Kromě vědeckých statí a publicistiky překládala z francouzštiny, italštiny a španělštiny. Například v roce 1949 přeložila z francouzštiny román Gustava Flauberta Salambo. Také rukopisy jejích vlastních poznámek jsou cizojazyčné. Rukopisná pozůstalost se dochovala zčásti v Uměleckoprůmyslovém muzeu v Praze a zčásti v Památníku národního písemnictví v Praze.
Externě přednášela na Fakultě architektury ČVUT v Praze a v ÚBOKu.